# Atletica leggera ai Giochi della XXVI Olimpiade - Salto in alto maschile

Video della Finale

Il salto in alto ha fatto parte del programma di atletica leggera maschile ai Giochi della XXVI Olimpiade. La competizione si è svolta nei giorni 26 e 28 luglio 1996 allo Stadio Olimpico del Centenario di Atlanta.

## Presenze ed assenze dei campioni in carica
| Competizione         | Atleta           | Prestazione | Atlanta 1996 |
| -------------------- | ---------------- | ----------- | ------------ |
| Olimpiadi 1992       | Javier Sotomayor | 2,34 m      | Presente     |
| Commonwealth 1994    | Tim Forsyth      | 2,32 m      | Presente     |
| Goodwill Games 1994  | Javier Sotomayor | 2,40        | Presente     |
| Europei 1994         | Steinar Hoen     | 2,35 m      | Presente     |
| Coppa del mondo 1994 | Javier Sotomayor | 2,40 m      | Presente     |
| Panamericani 1995    | Javier Sotomayor | 2,40 m      | Presente     |
| Mondiali 1995        | Troy Kemp        | 2,37 m      | Presente     |
|                      |                  |             |              |
| Mondiali junior 1992 | Steve Smith      | 2,37 m      | Presente     |

1. ↑  Sotto la bandiera di Cuba.

## La gara
Il favorito d'obbligo è il campione in carica e primatista mondiale Javier Sotomayor. Però il cubano lamenta un infortunio alla gamba di stacco, la sinistra.

14 atleti superano la misura di qualificazione, posta a 2,28.

In finale Sotomayor esordisce a 2,25, poi passa 2,29 e prova 2,32 ma fallisce ed esce di gara. Anche il campione mondiale Troy Kemp salta solo 2,25 (alla seconda prova) e poi deve dire addio al podio.

A quota 2,32 rimangono in 6: quattro europei, un atleta USA e un australiano. Charles Austin, l'atleta di casa, e il polacco Artur Partyka superano i 2,35 al primo tentativo, mentre il britannico Steve Smith ce la fa al secondo. Partyka si porta al comando superando 2,37 al secondo tentativo, mentre Austin e Smith sbagliano due volte. L'atleta USA e il britannico si giocano il tutto per tutto riservando l'ultimo tentativo a 2,39. Lo statunitense e supera l'asticella con il nuovo record olimpico. La misura gli vale la medaglia d'oro, dopo che il polacco fallisce l'estremo sorpasso a 2,41.

## Risultati

### Turno eliminatorio
Qualificazione2,28 m
Quattordici atleti raggiungono la misura richiesta.

### Finale
| Primatista mondiale   | 2,45 1993 | Javier Sotomayor | Presente |
| Primatista stagionale | 2,38      | Artur Partyka    | Presente |

| Pos | Atleta                | Paese         | 2,15 | 2,20 | 2,25 | 2,29 | 2,32 | 2,35 | 2,37 | 2,39 | 2,41 | 2,46 | Misura | Note            |
| --- | --------------------- | ------------- | ---- | ---- | ---- | ---- | ---- | ---- | ---- | ---- | ---- | ---- | ------ | --------------- |
|     | Charles Austin        | Stati Uniti   | O    | -    | O    | -    | O    | O    | XX-  | O    | -    | XXX  | 2,39   | Record olimpico |
|     | Artur Partyka         | Polonia       | -    | O    | -    | O    | -    | O    | XO   | X-   | XX   |      | 2,37   |                 |
|     | Steve Smith           | Regno Unito   | -    | -    | XO   | -    | O    | XO   | XX-  | X    |      |      | 2,35   |                 |
| 4   | Dragutin Topić        | Jugoslavia    | -    | O    | O    | O    | O    | XX-  | X    |      |      |      | 2,32   |                 |
| 5   | Steinar Hoen          | Norvegia      | -    | O    | O    | XO   | O    | XX-  | X    |      |      |      | 2,32   |                 |
| 6   | Lambros Papakostas    | Grecia        | -    | O    | O    | O    | XO   | XX-  | X    |      |      |      | 2,32   |                 |
| 7   | Tim Forsyth           | Australia     | -    | O    | O    | O    | XXO  | XX-  | X    |      |      |      | 2,32   |                 |
| 8   | Lee Jin-Taek          | Corea del Sud | -    | XO   | O    | O    | XXX  |      |      |      |      |      | 2,29   |                 |
| 9   | Wolfgang Kreißig      | Germania      | -    | XO   | XO   | O    | XXX  |      |      |      |      |      | 2,29   |                 |
| 10  | Przemysław Radkiewicz | Polonia       | -    | XO   | XO   | XO   | XXX  |      |      |      |      |      | 2,29   |                 |
| 11  | Javier Sotomayor      | Cuba          | -    | -    | O    | -    | XXX  |      |      |      |      |      | 2,25   |                 |
| 11  | Jarosław Kotewicz     | Polonia       | O    | -    | O    | XXX  |      |      |      |      |      |      | 2,25   |                 |
| 13  | Troy Kemp             | Bahamas       | -    | -    | XO   | -    | X-   | XX   |      |      |      |      | 2,25   |                 |
| 14  | Tomáš Janků           | Rep. Ceca     | XO   | XO   | XO   | XXX  |      |      |      |      |      |      | 2,25   |                 |

Legenda: O = Salto valido; X = Salto nullo; – = Misura passata; RN = Record nazionale; RM = Record mondiale; RP = Record personale.
L'ultima medaglia per il Regno Unito nel salto in alto era stata conquistata da Con Leahy (irlandese) nei Giochi del 1908 a Londra.